# Renato Usatîi
Renato Usatîi (n. 4 noiembrie 1978, Fălești, RSS Moldovenească, URSS) este un om de afaceri și politician din Republica Moldova, care a exercitat funcția de primar al municipiului Bălți în două mandate. Renato Usatîi este președinte al Partidului Nostru.

## Biografie
Renato Usatîi s-a născut pe 4 noiembrie 1978 în orașul Fălești, RSS Moldovenească, Uniunea Sovietică. A crescut în familia a doi profesori de engleză, tatăl său Gheorghe fiind și director în ultimii ani. În 1994 a ocupat locul I la olimpiada republicană de limba engleză și a fost admis fără examene, la buget, la Facultatea de Limbi Străine a Universității de Stat „Alecu Russo” din orașul Bălți, pe care ulterior a și absolvit-o. Cariera profesională a lui Renato Usatîi a început în anul 2000, cu funcția de supervizor la Aeroportul Internațional Chișinău. Din 2002 până în 2004 a fost inginer superior la combinatul de alimentație a Căii Ferate din Moldova. Aceste experiențe i-au permis să dobândească abilități valoroase în gestionarea proiectelor mari. În 2004, la fel ca sute de mii de cetățeni moldoveni plecați peste hotare în căutarea unui loc de muncă și a unei vieți mai bune, și Renato Usatîi a fost nevoit să emigreze. Pornind de la zero, el a reușit să construiască o afacere de succes în Rusia, devenind cel mai mare producător de instrumente din metal dur pentru căile ferate.
În 2023, Renato Usatîi i-a solicitat lui Vladimir Putin retragerea cetățeniei ruse. În 2024, a confirmat că procesul este în continuare gestionat de avocații săi.

## Activitatea politică

### Încercările de înregistrare ale partidelor politice
În prima parte a anului 2014, Usatîi a preluat partidul Partidul Popular Republican, condus de Nicolae Andronic și l-a redenumit în „Partidul Nostru”. La data de 10 iunie, Ministerul Justiției l-a anunțat că nu a aprobat schimbarea denumirii, siglei și președintelui partidului, invocând încălcarea procedurei statutare a partidului. În august 2014 Usatîi a creat un nou partid, intitulat „PaRUs” (Partidul lui Renato Usatîi), cu care intenționa să participe la Alegerile parlamentare din 2014 din Republica Moldova, însă, pe 15 septembrie Ministerul Justiției a anunțat că nu a înregistrat partidul din cauza unor bănuieli că ar fi fost falsificate în jur de 30% de semnături de pe lista membrilor, iar ca urmare Ministerul de Interne a ridicat actele și a inițiat investigații. Pe 30 septembrie 2014 Renato Usatîi a anunțat că va participa la alegerile parlamentare pe lista partidul politic ”Patria”, condus de fostul Ambasador al Moldovei în România și fost șef al al aparatului prezidențial în perioada lui Petru Lucinschi, Emilian Ciobu.
Renato Usatîi și-a anunțat oficial candidatura la alegerile prezidențiale din 2024 în Republica Moldova. Fost primar al orașului Bălți și lider al Partidului Nostru, Usatîi promite să abordeze problemele economice și sociale ale țării. Campania sa se va concentra pe combaterea corupției, reformarea sistemului de justiție și sprijinirea dezvoltării regionale. Usatîi își propune să ofere o alternativă viabilă alegătorilor, subliniind nevoia de schimbare în politica moldovenească. Candidatura sa este așteptată să genereze discuții intense și să atragă susținători, dar și critici, având în vedere controversiile din trecutul său politic.

### Excluderea din alegerile parlamentare din 2014
Pe 26 noiembrie 2014, în baza unei sesizări parvenite din partea Inspectoratului General de Poliție, cum că Partidul „Patria” a folosit în campania electorală mijloace bănești cu proveniență din străinătate, Comisia Electorală Centrală a propus Curții de Apel Chișinău să excludă din campania electorală Partidul „Patria”, condus de Renato Usatîi, iar a doua zi, Curtea de Apel a decis excluderea partidului de pe listele electorale pentru alegerile parlamentare din 2014 și respingerea contestației partidului „Patria” în acest sens. În noaptea dintre 27 și 28 noiembrie Renato Usatîi a părăsit teritoriul Republicii Moldova, plecând la Moscova și publicând un mesaj video în care afirma că se teme că autoritățile Republicii Moldova intenționează să îl aresteze. Surse din cadrul Poliției de Frontieră a Moldovei au confirmat pentru Radio Chișinău că Renato Usatîi a ieșit din țară. Pe 28 noiembrie Curtea Supremă de Justiție a respins recursul înaintat de partidul „Patria” față de hotărârea Curții de Apel Chișinău, definitivând excluderea formațiunii din cursa electorală. În 2020, CtEDO a declarat ilegală decizia de excludere din campania electorală a partidului condus de Renato Usatîi, dând astfel câștig de cauză acestei formațiuni.

### Alegerile locale din 2015
La începutul lunii mai 2015, Renato Usatîi a revenit în Republica Moldova înregistrându-se în cursa electorală pentru funcția de primar al municipiului Bălți. La scrutinul din 14 iunie, acesta a câștigat detașat cu 72,46% din voturi. A fost învestit oficial în funcția de primar al municipiului Bălți la data de 2 iulie 2015.
La 13 februarie 2018 Renato Usatîi a depus cererea de demisie din funcția de primar. La 15 februarie aceluiași an Consiliul Municipal i-a aprobat cererea și interimatul i-a revenit viceprimarului Nicolai Grigorișin.

### Revenirea în Republica Moldova
Renato Usatîi a susținut formarea majorității parlamentare dintre PSRM și ACUM în iunie 2019, care l-a determinat pe oligarhul Vladimir Plahotniuc să părăsească țara. Pe 16 iunie 2019, Usatîi s-a întors în Republica Moldova, unde a fost arestat, dar și întâmpinat de susținători. Renato Usatîi a fost eliberat doar după câteva ore după audierea de către procurori pe motiv că „măsura de arestare preventivă nu mai este justificată și temeiurile care au servit la aplicarea acesteia au decăzut”. Acesta a câștigat alegerile locale din 2019 la Bălți, obținând al doilea mandat de primar cu peste 60% din voturi.

### Alegerile prezidențiale din 2020
În cadrul alegerilor prezidențiale din 2020, Renato Usatîi s-a clasat pe locul al treilea, obținând 227.938 (16,90%) din voturi. Pentru turul al doilea, acesta s-a întâlnit cu Maia Sandu, discuțiile învârtindu-se asupra ideei dizolvării Parlamentului și organizarea alegerilor parlamentare anticipate. După discuții, Maia Sandu a declarat public că este de acord cu ideea alegerilor anticipate. Câteva zile mai târziu, Renato Usatîi și-a îndemnat susținătorii să voteze împotriva lui Igor Dodon, dar nu a exprimat clar susținerea pentru Sandu. În cadrul turului al doilea organizat pe 15 noiembrie 2020, Maia Sandu a câștigat detașat alegerile prezidențiale cu aproape 58%. Usatîi a felicitat-o personal și i-a oferit un buchet de flori.

### Alegerile parlamentare din 2021
La 28 aprilie 2021, Maia Sandu a dizolvat Parlamentul și a convocat alegerile parlamentare anticipate pentru data de 11 iulie 2021. Partidul Nostru și Partidul Patria au format Blocul electoral „Renato Usatîi”. În cadrul anticipatelor, BeRU a obținut doar 4,10% din voturi (pragul electoral fiind de 7%) și a ratat intrarea în Parlament. Usatîi și-a dat demisia din funcția de primar de Bălți pe 2 septembrie 2021, fiind nemulțumit de rezultatele alegerilor, în special la Bălți. Acest a adăugat că "dacă bălțenii vor politicieni și nu gospodari, atunci să voteze politicieni".

### Alegerile prezidențiale din 2024
Pe 27 iulie 2023, Renato Usatîi a anunțat că va candida la funcția de Președinte al Republicii Moldova în alegerile prezidențiale din 2024, invocând că este nevoie de o resetare totală a statului, precum și de o nouă Constituție. Renato Usatîi a promovat în campania electorală ideea unei „dictaturi a ordinii” în interesul statului și a unei „dictaturi a responsabilității” față de cetățeni, pledând pentru un model prezidențial. Acesta a propus trecerea la o republică prezidențială, în care șeful statului să conducă și guvernul, precum și reintegrarea cu malul stâng. Renato Usatîi a fost amenințat cu moartea de reprezentanții grupării rusești Wagner pentru că ar fi refuzat să iasă din campania electorală și să-l susțină pe candidatul PSRM. În urma alegerilor prezidențiale, Usatîi s-a clasat pe locul 3 după Maia Sandu și Alexandr Stoianoglo. Președintele în exercițiu Maia Sandu a anunțat după primul tur al alegerilor prezidențiale că „grupări criminale împreună cu forțe străine” au încercat să „cumpere 300.000 de voturi”. Poliția a confirmat ulterior că circa 39 de milioane de dolari au fost destinați unei grupări conduse de Ilan Șor, menită să cumpere alegătorii. Banii au ajuns în conturile a 138.000 de moldoveni, iar numărul de alegători mituiți ar fi peste 300.000. Sandu a confirmat că dacă alegerile nu ar fi fost fraudate, Renato Usatîi ar fi intrat în turul 2 și ar fi luat mai multe voturi decât Alexandr Stoianoglo. Privind turul 2, Usatîi a anunțat că nu va vota și i-a criticat pe amândoi candidații. De asemenea, el i-a îndemnat pe alegători să facă ce vor.

### Referendumul privind integrarea europeană
Partidul Nostru și Renato Usatîi nu au avut nicio poziție cu privire la referendumul privind integrarea europeană. Usatîi nu a luat buletinul de vot pentru referendum.

## Filantropie
Pe durata anilor 2013 și 2014, Renato Usatîi a organizat o serie de evenimente culturale în diferite localități din Republica Moldova, cu artiști de renume din România, Europa și Rusia. Printre artiștii aduși de el se numără Bad Boys Blue, Blesteașcie, Grigori Leps, Stas Mihailov ș.a.
Tot în această perioadă el a făcut și o serie de acte de caritate, donând de numeroase ori sume impunătoare de bani. Astfel, el a donat un milion de lei profesorilor din raionul Fălești, o sută de mii de lei pentru biserica din localitate și altă sută de mii – pentru Federația de Kickboxing și 500 000 lei pentru construirea unui izvor artificial cu cascadă din centrul orașului Fălești. Prin inițiativele sale sociale, Renato Usatîi a oferit sute de copii șansa de a merge la mare, a donat tehnică specializată pentru mai multe primării din Republica Moldova și a sprijinit sistemul medical prin donații făcute spitalelor din țară, inclusiv spitalului municipal din Bălți.

## Viață personală
Renato Usatîi a fost căsătorit cu Carolina Tampiza, fiica omului de afaceri și ex-politicianului Constantin Tampiza. Acesta are trei copii: două fete și un băiat. Fiica cea mare, Valeria (n. 2003), este studentă la Universitatea din Veneția, urmând să devină designer vestimentar. Pe cealaltă fiică o cheamă Alexandra (n. 2010). În anul 2019, Usatîi a anunțat că mai are și un fiu, pe nume tot Renato, despre care a ținut secret mai mulți ani.
În noaptea de revelion dintre anii 2021 și 2022, Renato Usatîi a postat o fotografie în care era alături de Nina Crețu, anunțând că formează un cuplu. Aceștia s-au despărțit în 2024.

## Controverse
Numele lui Renato Usatîi a fost legat de mai multe crime și scandaluri, dar și de atacul raider asupra băncii moldovenești „Universalbank”. În noiembrie 2014, postul de televiziune Antena 1 a realizat un interviu video cu bancherul rus Gherman Gorbunțov⁠(en)[traduceți], în care acesta mărturisește că la comanda lui Usatîi, asupra persoanei sale s-a comis o tentativă de omor, în el fiind trase opt gloanțe. Usatîi a negat orice legătură cu tentativa de asasinare asupra lui Gorbunțov și susține că, din contra, ar fi colaborat cu poliția pentru arestarea lui Gorbunțov, care, la rândul său ar fi fost dat în căutare de poliția din Republica Moldova. Câțiva ani mai târziu, killerul Vitalie Proca a declarat într-un interviu că Vladimir Plahotniuc este cel care a comandat asasinarea lui Gorbunțov.
Pe parcursul anului 2014 Renato Usatîi a făcut o serie de declarații controversate. Printre altele, el a afirmat că dacă va ajunge la putere va construi o replică a Marelui Zid Chinezesc la frontiera dintre România și Republica Moldova. Tot el a declarat „Voi închide Ambasada SUA și voi face în loc un club de karaoke, dacă aceștia nu se vor purta cum trebuie. Și așa va păți orice ambasadă, dacă se va implica în treburile noastre”, iar dintr-un comunicat al Ziarului de Gardă rezultă că Usatîi i-ar fi amenințat telefonic, făcând unele insinuări referitoare la securitatea vieții unui angajat al ZdG, dar și, ar fi afirmat că va face din ziarul Timpul – «gorodskaia golubeatnea» (n.n.: în rusă ~ hulubărie orășenească) și din Ziarul de Gardă – «restaurant „La plăcinte”».
Pe 28 noiembrie 2014, RISE Project a publicat un film documentar de investigație jurnalistică care-l prezintă pe Renato Usatîi drept protagonist în implicarea în tentativa de omor asupra omului de afaceri rus Gherman Gorbunțov și altele, demonstrând că urmele acestora pornesc de la Moscova și în Republica Moldova. Filmul are 44 de minute; investigația a durat doi ani și jumătate, pe parcursul cărora RISE a folosit mai multe tehnici jurnalistice, inclusiv incognito și înregistrări audio-video. Usatîi a declarat ulterior pe seama acestui film că a participat la filmări întrucât mergea vorba de un film artistic, ci nu de o investigație jurnalistică. El a declarat că: „Tot ce apare în film face parte din scenariu care l-am discutat înainte”.
La începutul anului 2015, Renato Usatîi a fost acționat în judecată de formația rock rusească Zveri și solistul trupei, Roman Bilîk, care au pretins că li s-ar fi încălcat drepturile de autor și au cerut în instanță despăgubiri în valoare de 2 milioane de lei, pe motiv că Usatîi a interpretat fără acordul lor, în cadrul mai multor concerte electorale piesa „Районы, кварталы” („Raionî, kvartalî”). Reclamanții au mai cerut ca Usatîi să fie obligat să șteargă toate clipurile video publicate în care apare interpretând piesa.
După ce pe 15 octombrie 2015 Vlad Filat a fost pus în arest preventiv, Renato Usatîi a publicat pe Internet o serie de înregistrări ale convorbirilor telefonice dintre Vlad Filat și Ilan Shor, iar după aceasta a plecat la Moscova. La reîntoarcerea sa, pe 23 octombrie, el a fost reținut pe Aeroportul Internațional Chișinău pentru 72 de ore, fiindu-i intentat un dosar penal pentru violarea dreptului la secretul corespondenței, caz în care riscă până la trei ani de închisoare. Pe 25 octombrie el a fost eliberat din arest, fiind cercetat în continuare în stare de libertate.
Despre relațiile lui Usatîi cu lumea criminală s-au scris mai multe articole de presă. S-a speculat că acesta ar fi susținut și în prezent, inclusiv financiar, de oameni din acest mediu. În iulie 2013, Usatîi a postat pe contul său de facebook o fotografie în care apare alături de „hoțul în lege” Grigore Karamalak (alias Bulgaru’), căutat de Interpol. Ulterior, Usatîi a precizat în cadrul unei emisiuni că Bulgaru’ îi este vecin la Moscova.
În octombrie 2016, a fost acuzat că ar fi ordonat asasinarea unui bancher la Londra și că apoi i-ar fi oferit 600.000 de dolari asasinului ca să-și schimbe declarațiile. Tranzacția s-ar fi negociat într-o închisoare din România. La 24 octombrie, judecătoria sectorului Centru a emis un mandat de arestare național și internațional, pe numele lui Renato Usatîi, în timp ce acesta se afla la Moscova. Avocații lui Renato Usatîi au atras atenție la încălcările grave la întocmirea dosarului și au cerut recuzarea procurorilor.
În ziua alegerilor parlamentare partidul lui Usatîi a emis un comunicat prin care anunța că Usatîi a votat la secția deschisă în incinta ambasadei, dar ulterior, atât Renato Usatîi cât și Dumitru Braghiș au declarat că el de fapt nu a votat la ambasadă ci la o secție de votare din apropiere.

## Urmărirea penală
În ianuarie 2016, Procuratura Generală a Republicii Moldova a inițiat un dosar penal împotriva lui Usatîi pe faptul amenințărilor în adresa unor funcționari în cadrul protestelor. Inițiatorul dosarului a fost președintele țării Nicolae Timofti, care a făcut trimitere la amenințările din partea oponentului său politic cu vătămarea integrității corporale și a sănătății .
Pe 24 octombrie 2016, Judecătoria sectorului Centru a eliberat un mandat de arest pe numele lui Usatîi, învinuit de comandarea asasinării bancherului Gherman Gorbunțov în 2012 , politicianul fiind anunțat în căutare și pe linia Interpol.
Pe 19 mai 2017 Renato Usatîi s-a adresat cu o solicitare în Interpol privind scoaterea sa din baza de date. Potrivit politicianului, dosarul penal are un caracter politic, iar procesul penal are loc cu încălcarea legilor și a procedurilor. Comisia pentru controlul fișierelor Interpol a acceptat solicitarea la data de 29 mai 2017, iar pe 6 iunie 2017 a fost blocat accesul țărilor-membre Interpol la dosarul lui Usatîi.
În septembrie 2017, Curtea Europeană a Drepturilor Omului a recepționat și a admis spre examinare reclamația avocaților liderului „Partidului Nostru”, Renato Usatîi, privind „multiplele încălcări” care au fost admise de procurori. Potrivit avocatului Anatolie Istrate, faptele enumerate vorbesc despre „caracterul selectiv” al justiției moldovenești, iar „procuratura are o abordare selectivă atunci când comite un act de justiție”.

### Calificarea urmăririi drept politică
Comisia pentru controlul fișierelor Interpol a adresat un apel către Birourile Naționale Centrale Interpol din Marea Britanie, România și Rusia pentru a obține informații suplimentare despre faptele conținute în cererea lui Usatîi. Drept răspuns, BNC Interpol din Marea Britanie a confirmat faptul că Marea Britanie nu intenționează să-l acuze sau să-l condamne pe Renato Usatîi .
Pe 18 mai 2018, Interpol a șters dosarul liderului „Partidului Nostru”, Renato Usatîi, din baza sa de date și a încetat urmărirea lui internațională – certificatul care confirmă excluderea excluderea lui Usatîi din baza de date a acestei organizații polițienești internaționale a fost eliberat de Secretariatul General al Interpol . Avocatul lui Renato Usatîi a afirmat că Interpol a ajuns la concluzia că acest caz este motivat politic.
În decizia Comisiei pentru controlul fișierelor Interpol se menționează că „păstrarea informației contestate (cazul lui Usatîi), ar avea implicații potențial negative pentru neutralitatea organizației (Interpol), în sensul că există riscul semnificativ ca organizația să fie percepută ca o entitate care facilitează activitățile motivate politic și prin faptul că ar putea favoriza o dispută de natură politică între două țări membre Interpol” .